# Grand Théâtre (Dijon)
Pour les articles homonymes, voir Grand Théâtre.
Le Grand Théâtre de Dijon est un théâtre situé à Dijon. 
Son architecture se rapproche de celles du Palais Brongniart à Paris et du Grand Théâtre de Bordeaux. 
Administrativement, la salle est intégrée à l'Opéra de Dijon, qui réunit l'Auditorium Robert-Poujade et le Grand Théâtre. En moyenne, chaque année, l’Opéra de Dijon accueille plus de 60 000 spectateurs dont 20 % de ces spectateurs sont en provenance d’autres régions de France ou de l’étranger.

## Historique

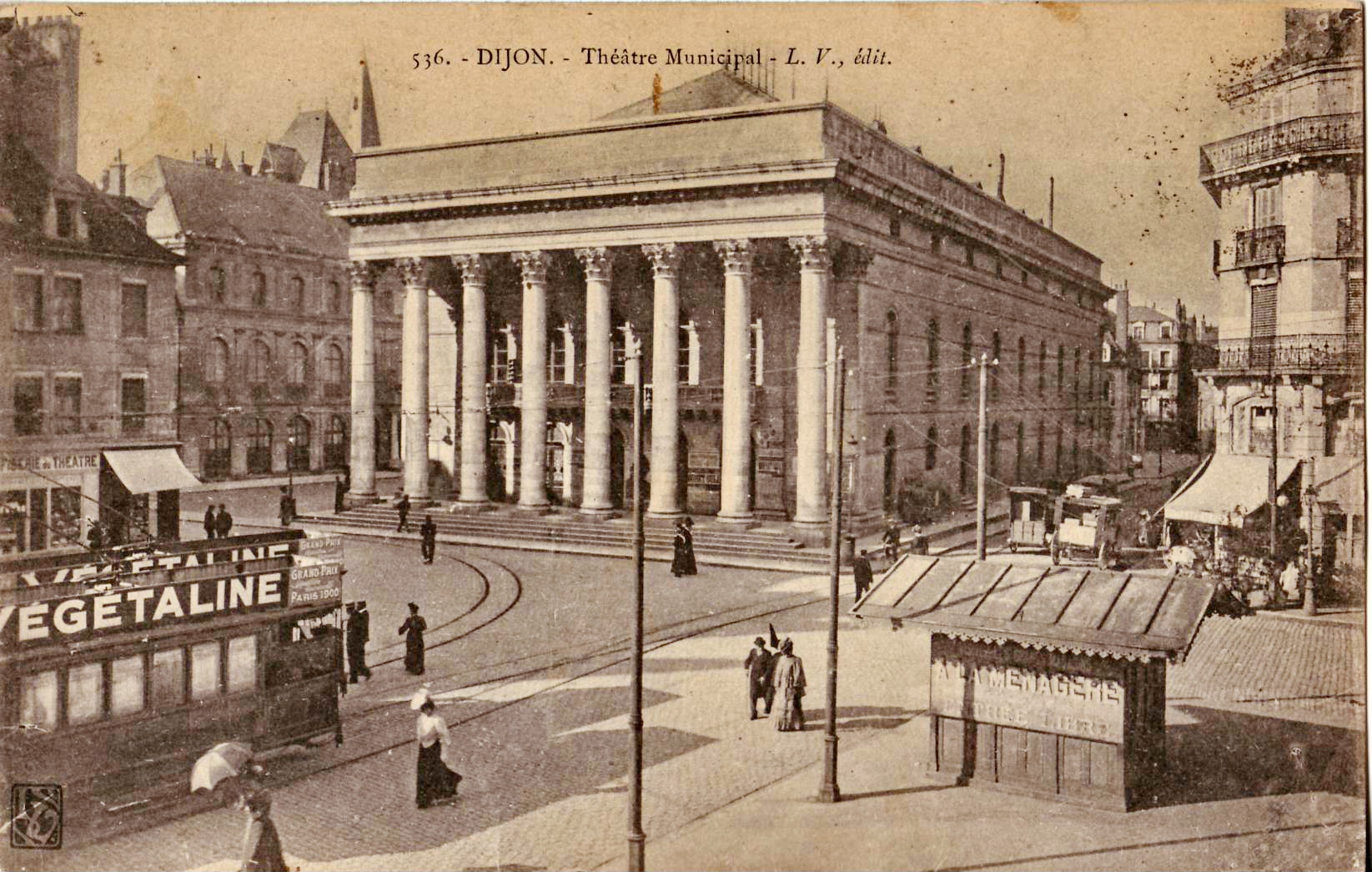
Le Grand théâtre.

Dijon possédait depuis le XVIIe siècle une salle de spectacle, installée dans un ancien tripot transformé, appelé alors salle des tripots, rue Legouz-Gerland. En 1802, la Sainte-Chapelle est détruite et son cloître libère un espace suffisamment important pour que la ville se dote d’un Grand Théâtre. La première pierre de cet édifice fut posée le 2 décembre 1810. Les travaux, suspendus de 1811 à 1822, ne s’achevèrent qu’en 1828 ; l’inauguration se déroula le 4 novembre 1828. Le théâtre servit alors de base à une troupe « d'arrondissement », qui devait donner des représentations dans quatre départements. La salle fut éclairée au gaz à partir de 1839 et réaménagée en 1855, puis à nouveau en 1887. 
Une rénovation complète a été réalisée en 1969 et 1970. La capacité a alors été réduite de 1000 à 692 places, pour améliorer le confort visuel des spectateurs. Toutes les appliques et les lustres en verre de Murano et de Venise réalisés en 1900 datent de cette intervention.
Les façades et toitures de l'édifice ont été inscrites au titre des monuments historiques en 1975.
L’intérieur de l’édifice a été de nouveau restauré en 2005.

## Architecture
L'architecture du théâtre est l’œuvre de Jacques Cellerier et de Simon Vallot.
Les lignes du Grand Théâtre s'inspirent de l’Antiquité classique, à la mode sous le Premier Empire.
En effet, à la fin du XVIIIe siècle, le goût de l’Architecture classique est relancée par la découverte du site de Pompéi au détriment du baroque. Ainsi, le Grand théâtre de Dijon est un exemple monumental de cet engouement pour le goût du sublime, du faste et de l’impressionnant, mais également du rejet du modernisme de la révolution industrielle.
L’édifice, imposant, a été construit sur un plan rectangulaire de 61 m de longueur, 22 m de largeur et environ 17 m de hauteur. Sa façade comportant un péristyle remarquable constitué de huit colonnes corinthiennes qui supportent un entablement surmonté d’un attique donnant au Grand Théâtre toute sa prestance.
Cette façade principale à colonnade forme un portique ; elle s'apparente à celle du Grand Théâtre de Bordeaux et du Palais Brongniart de Paris.

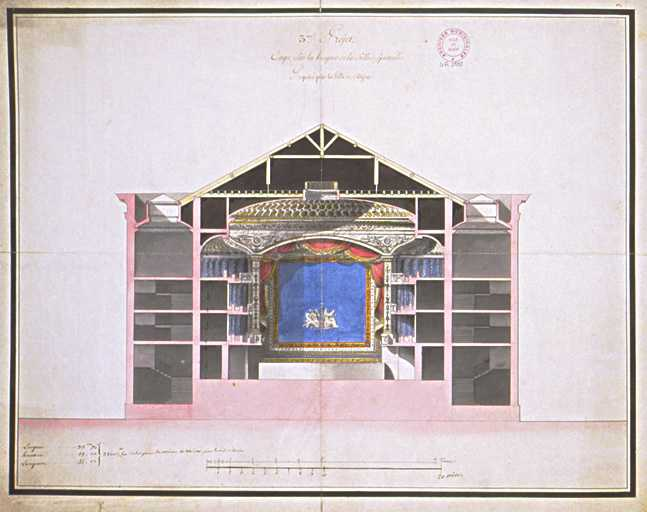
Plan du théâtre municipal de Dijon par Jacques Cellerier.
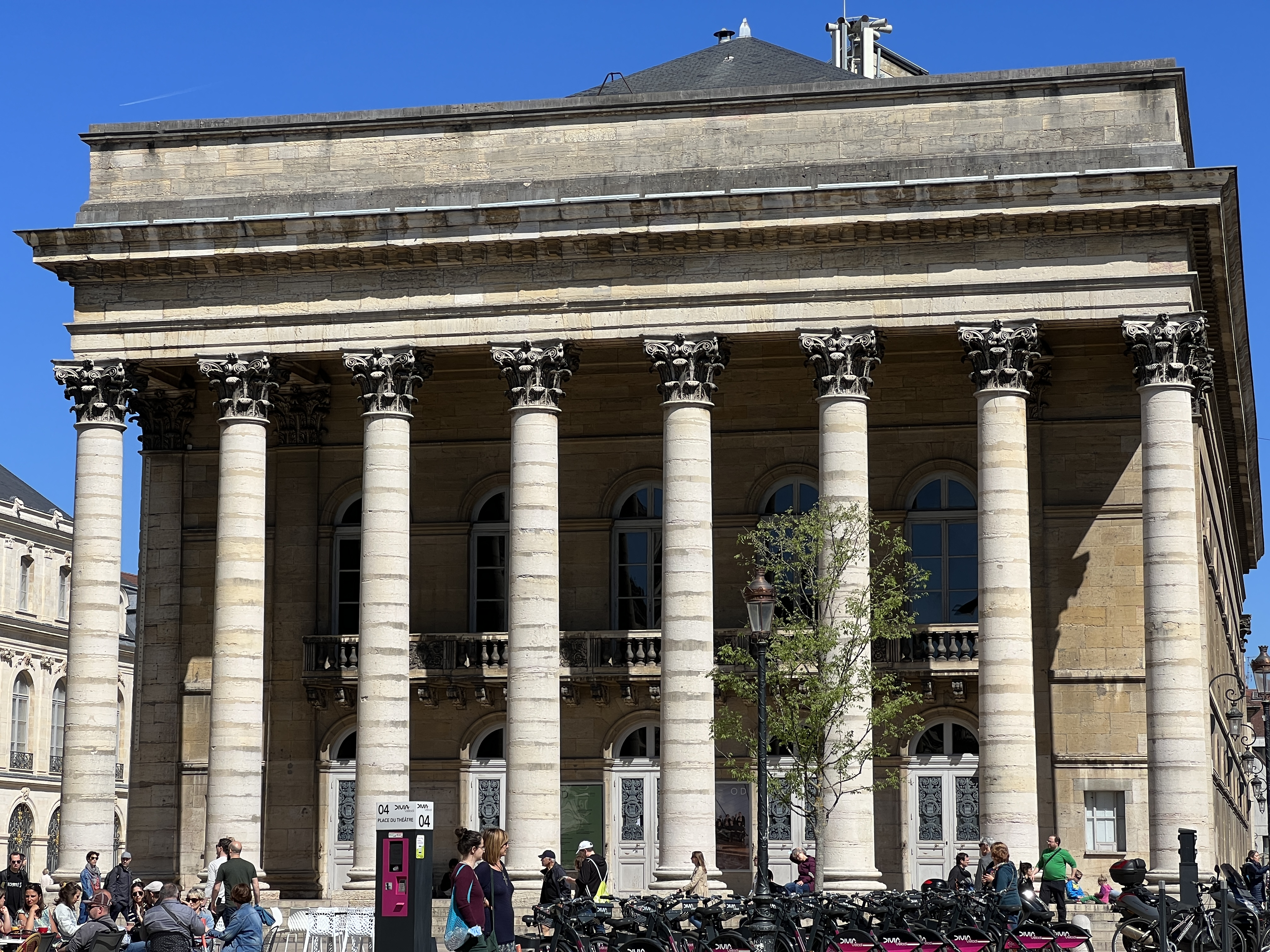
Façade du Grand-Théâtre.
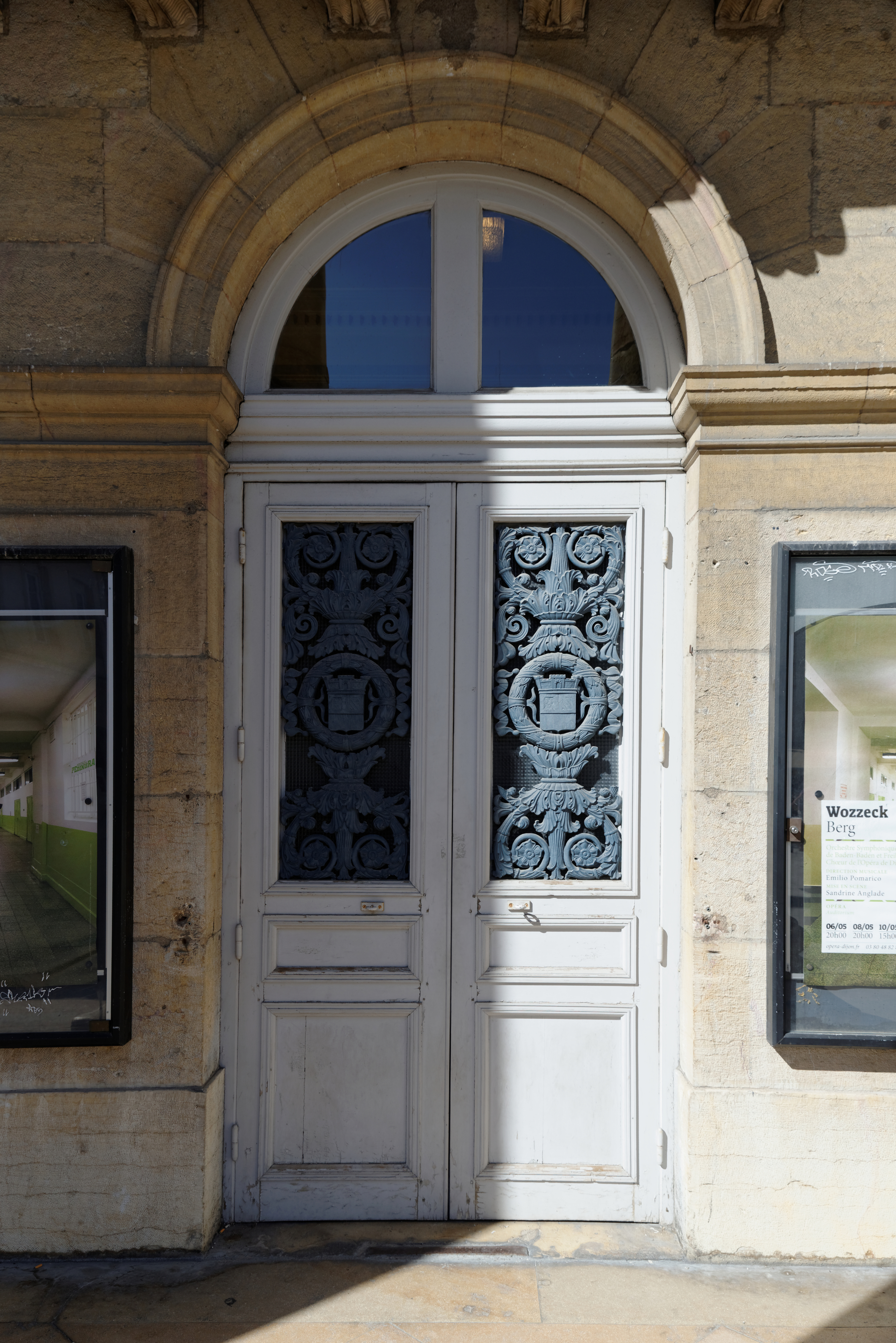
Une des cinq portes d'entrées.
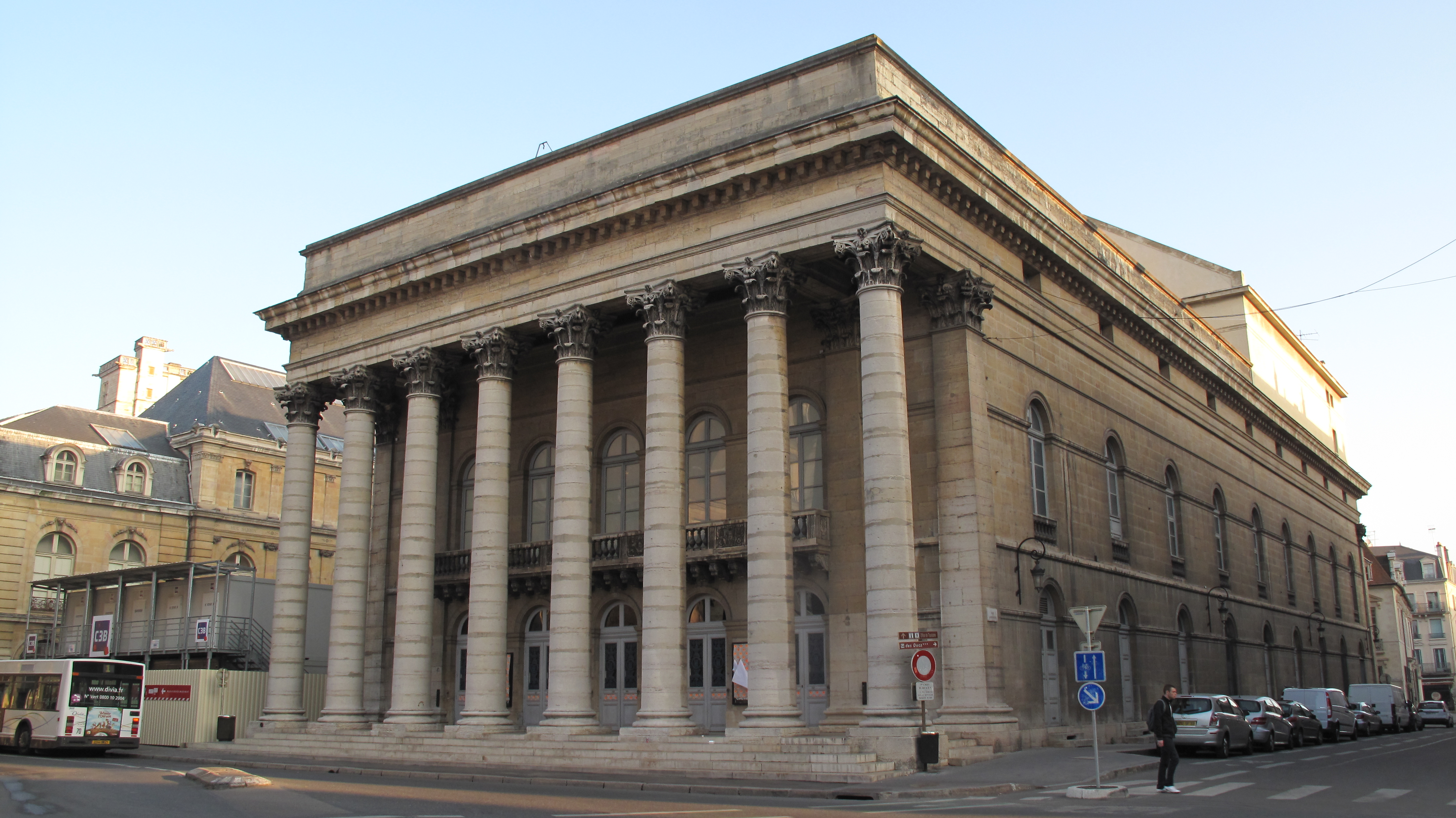
Le Grand-Théâtre.

## Description
La majorité de la décoration intérieure fut confiée en 1828 aux frères Moench, peintres décorateurs à Paris.

### Le vestibule
Le grand vestibule est décoré en majorité par Charles Moench. Les tympans des portes situées à ses extrémités sont agrémentés de bas-reliefs ornés de végétaux et de guirlandes de fruits, au milieu desquels figurent, d'un côté, le blason de la ville de Dijon et de l'autre, celui du maire de Dijon à l'époque de l'inauguration du théâtre, Le Compasseur de Courtivron. Il comporte également un lustre monumental en cristal de Murano datant de 1900 qui mesure 1,75 m de diamètre sur 80 cm de hauteur avec 860 éléments. Deux grands escaliers latéraux tournant en maçonnerie mènent vers la salle.

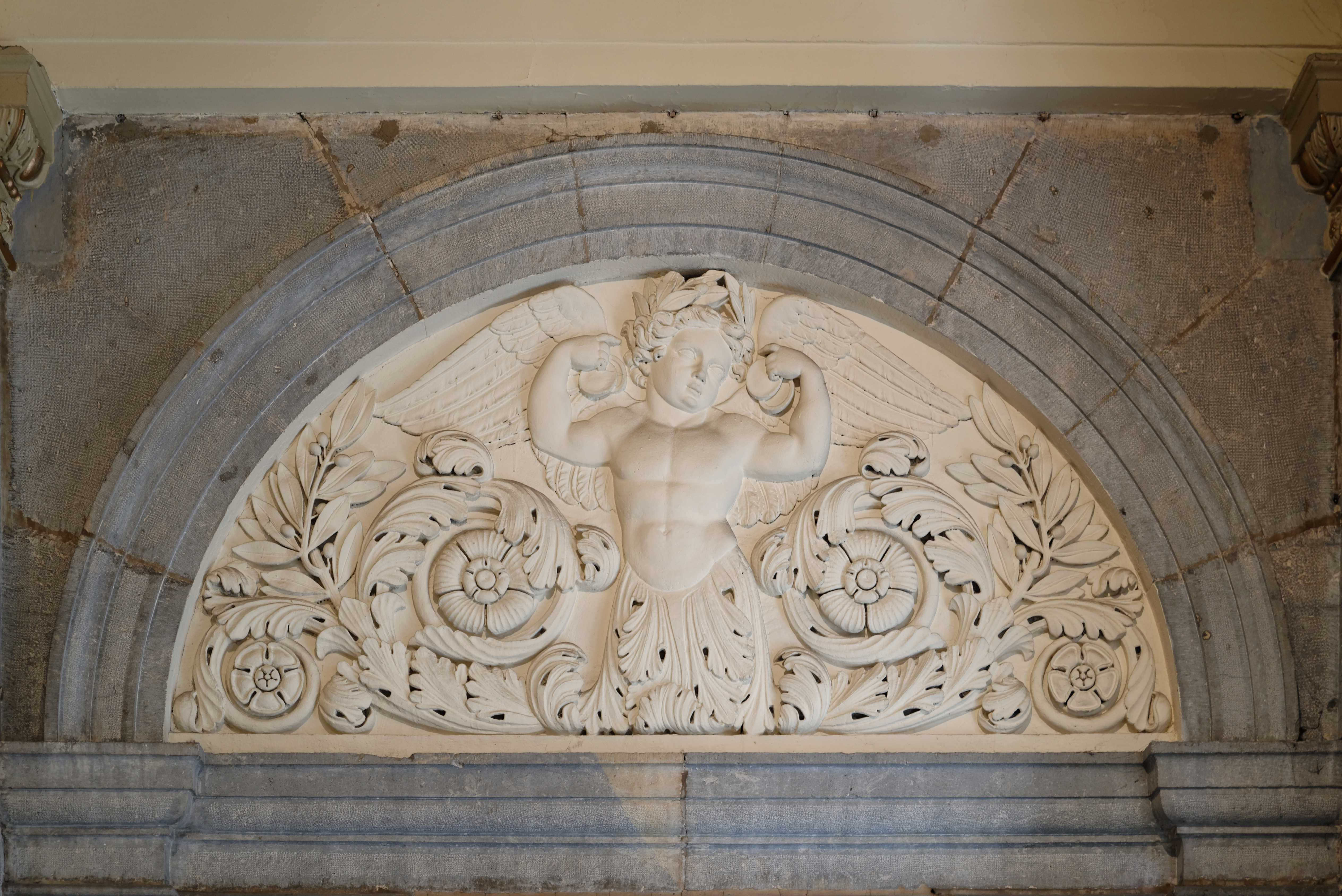
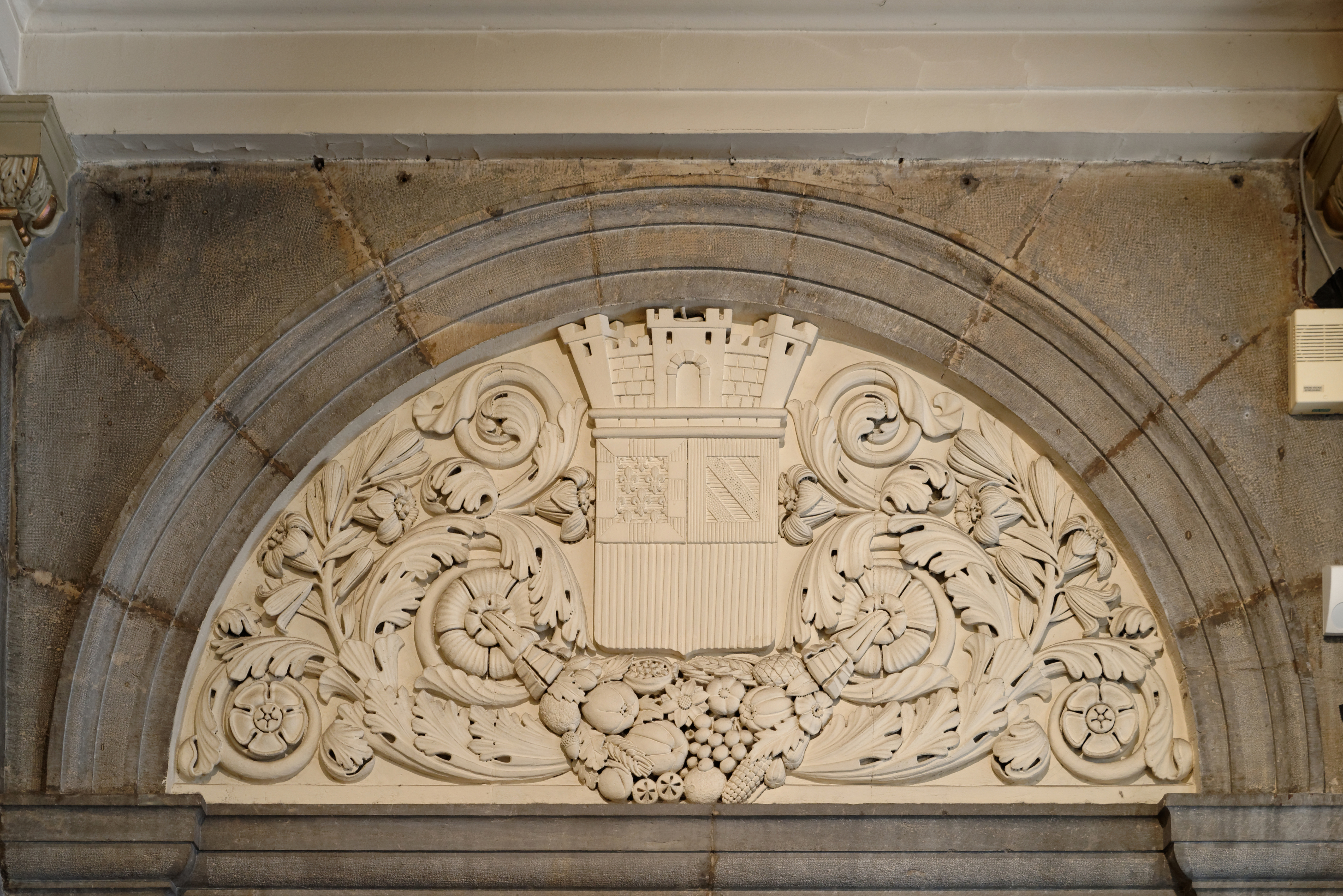
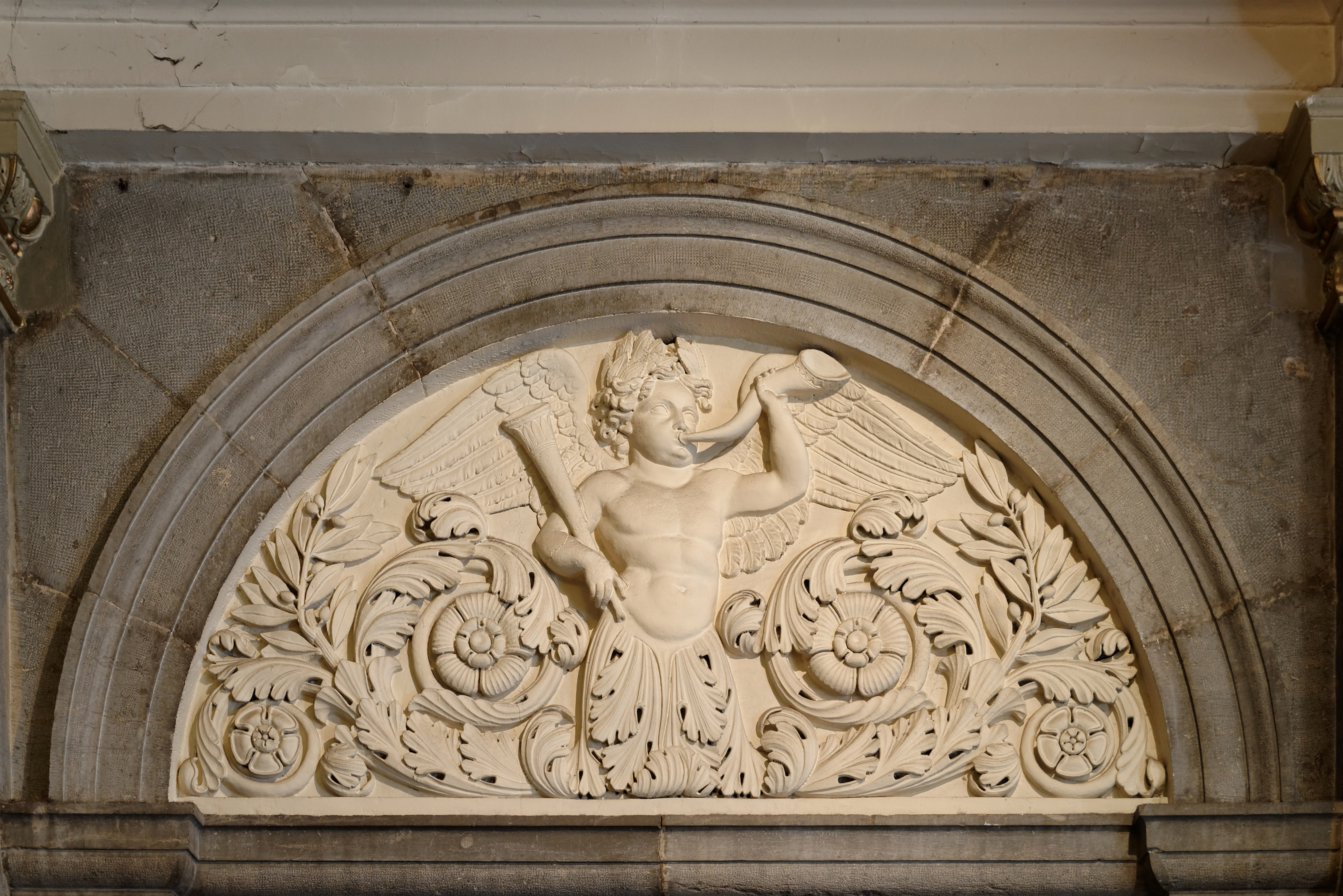
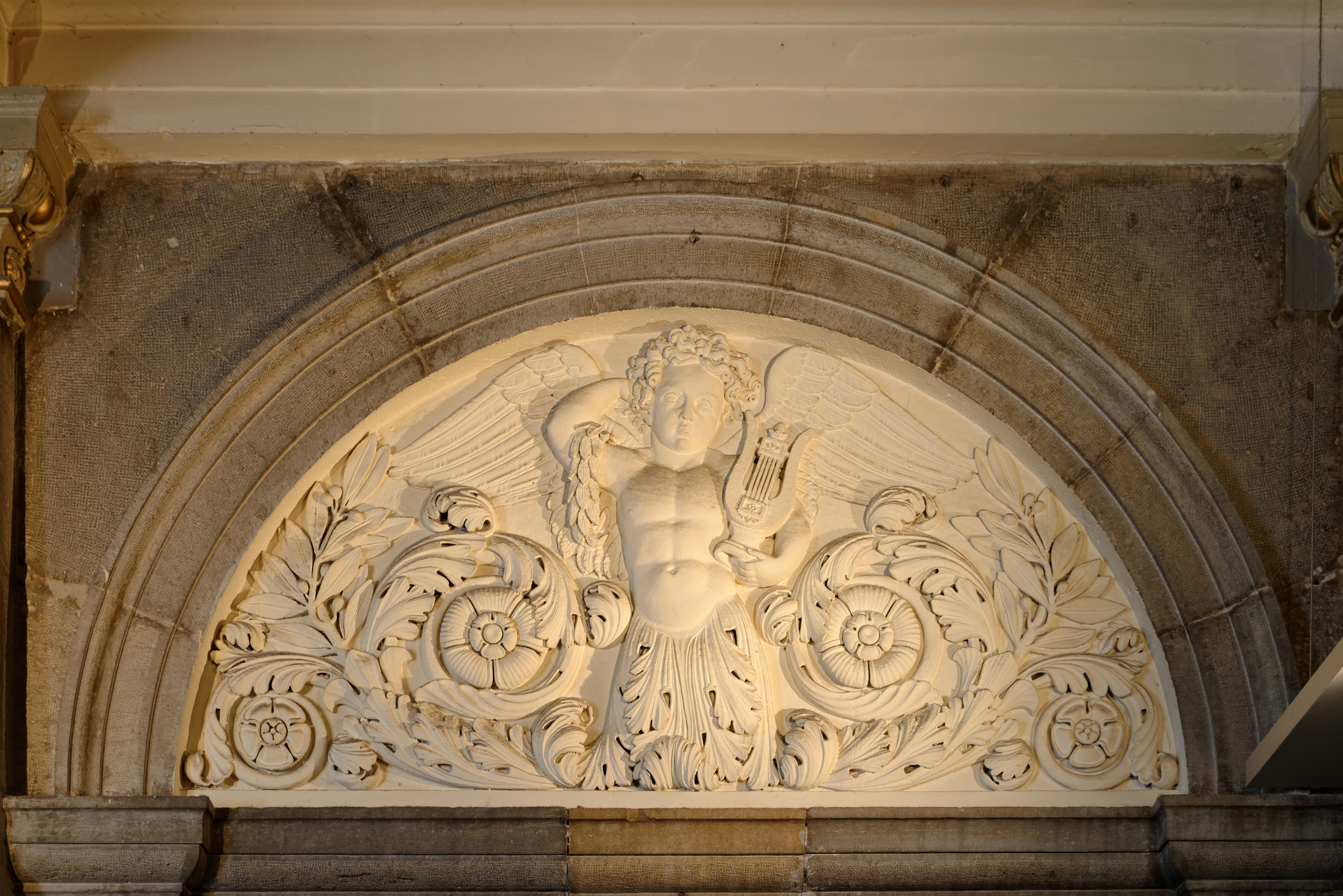
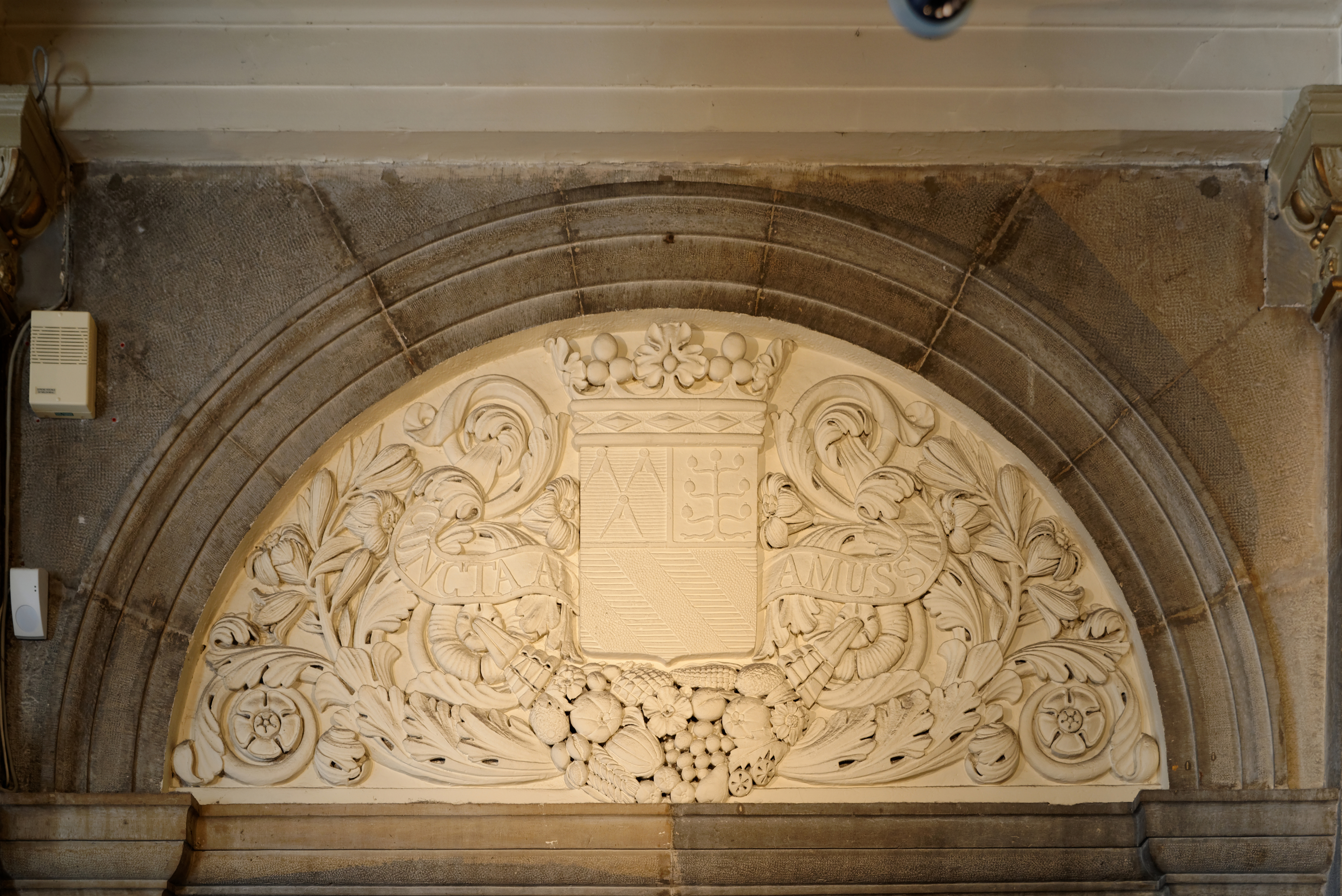
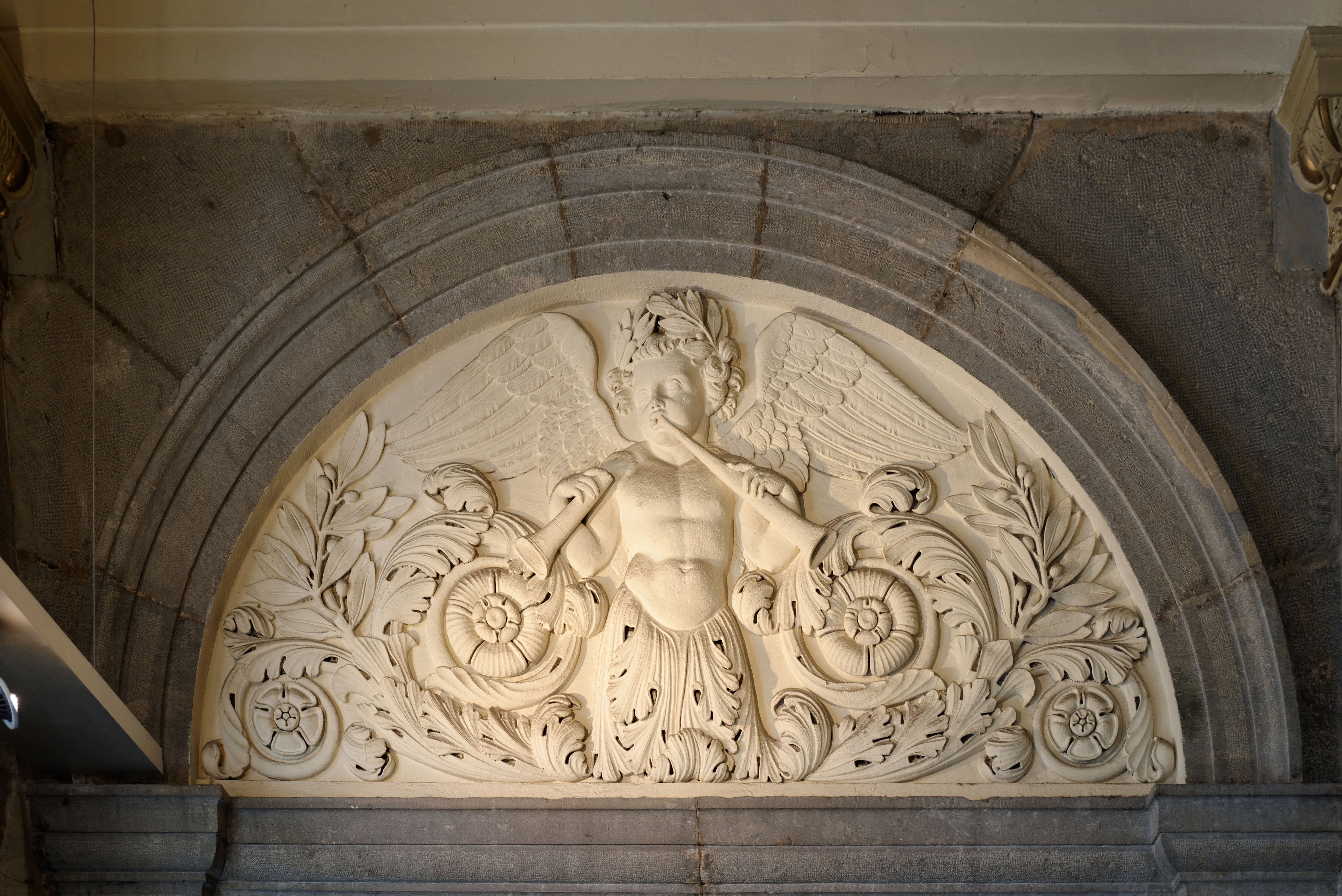
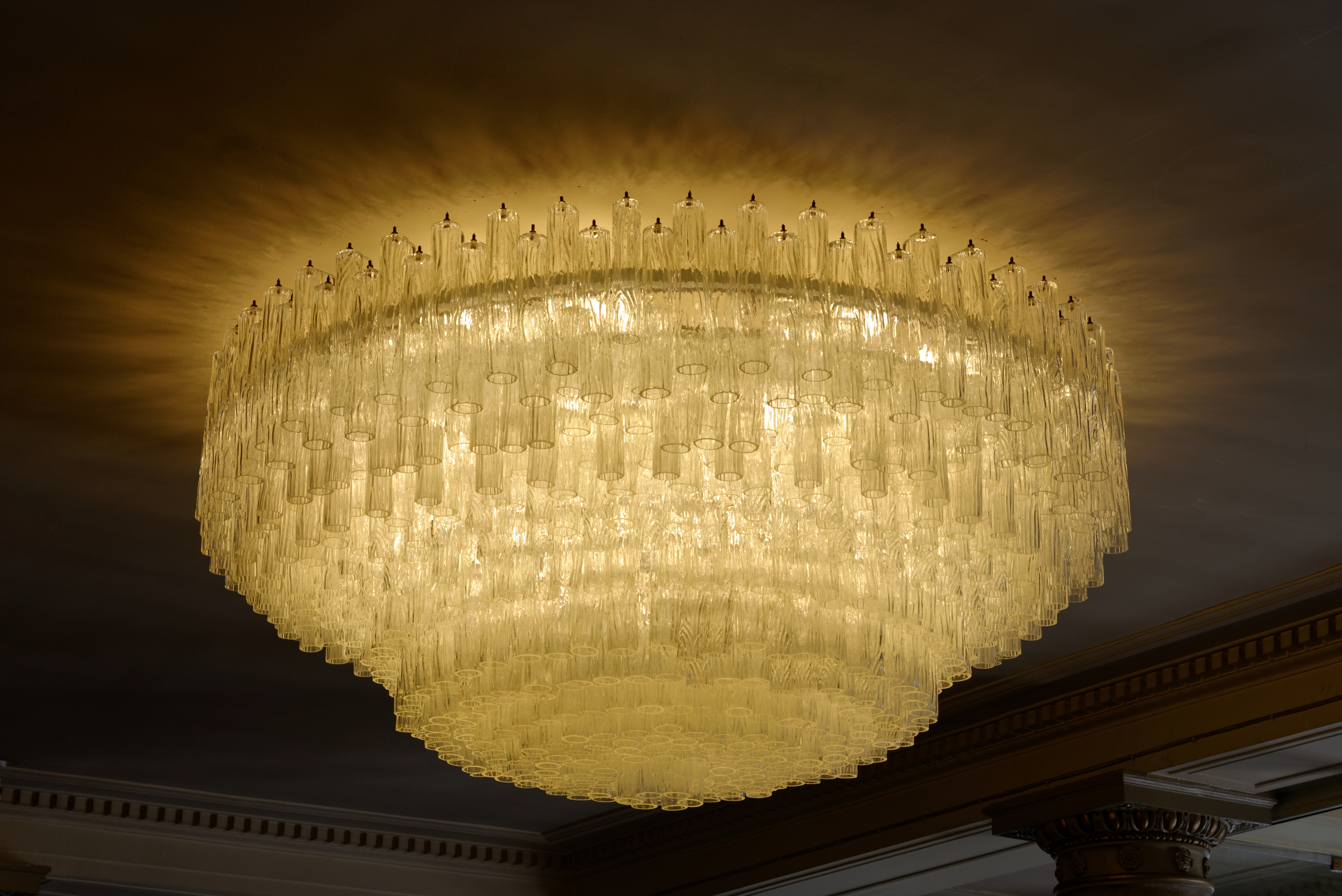
Grand lustre en cristal de Murano du grand vestibule.

### Le foyer
Le Grand Théâtre possède un vaste foyer doté d'un mobilier en frêne ronceux commandé à Werner, tapissier du roi et d'une corniche due à François Devosge. Les lustres, en cristal de Murano datent également de 1900 et mesurent 1,60 m de hauteur sur 1,40 m de diamètre. Ils sont composés chacun de 150 éléments et pèsent 350 kg.

### La salle
Le Grand Théâtre est doté d'une salle à l’italienne semi-circulaire, avec 3 étages de galeries et des loges d’avant-scène pouvant accueillir à sa construction 1000 spectateurs .
- Elle compte au total 692 sièges depuis 1969 lors de sa restauration pour améliorer le confort visuel : 305 places au parterre, 164 places au premier balcon, 93 places au deuxième balcon, 116 places au troisième balcon et 14 places dans les loges d’avant-scène. L’ornementation intérieure a été réalisée par Pierre-Luc-Charles Ciceri, célèbre décorateur de l’Opéra de Paris.
- L’éclairage de la salle est situé sur chaque balcon avec en tout 37 appliques en cristal de Murano : 12 sur le balcon du 1er et du 3e étage ainsi que 13 sur le 2e. 7 petits lustres en cristal  de Murano sont aussi situés entre les colonnes du 3e étage. Au plafond de la salle est suspendu le lustre en cristal de Murano le plus imposant du grand théâtre qui mesure 2,70 m de diamètre sur 1 m de hauteur, pèse 700 kg et est composé de 2000 tubes en verre de Venise.
- Le plafond de la salle est orné d'un décor en trompe-l’œil réalisé par Charles-Antoine Cambon, élève de Pierre-Luc-Charles Ciceri, lors des travaux de 1855-1856. Il crée l'illusion d'un jardin entouré d'une balustrade et de sculptures, particulièrement des sphinx et des angelots ailés tenant le portrait d'un auteur dramatique ou d'un compositeur.
- Le plafond de l'avant-scène, également de Cambon, représente quant à lui une scène mythologique célébrant la danse et la musique. Les rideaux de scène furent quant à eux réalisés par Pierre-Luc-Charles Ciceri.